# Кам'яновугільний кокс

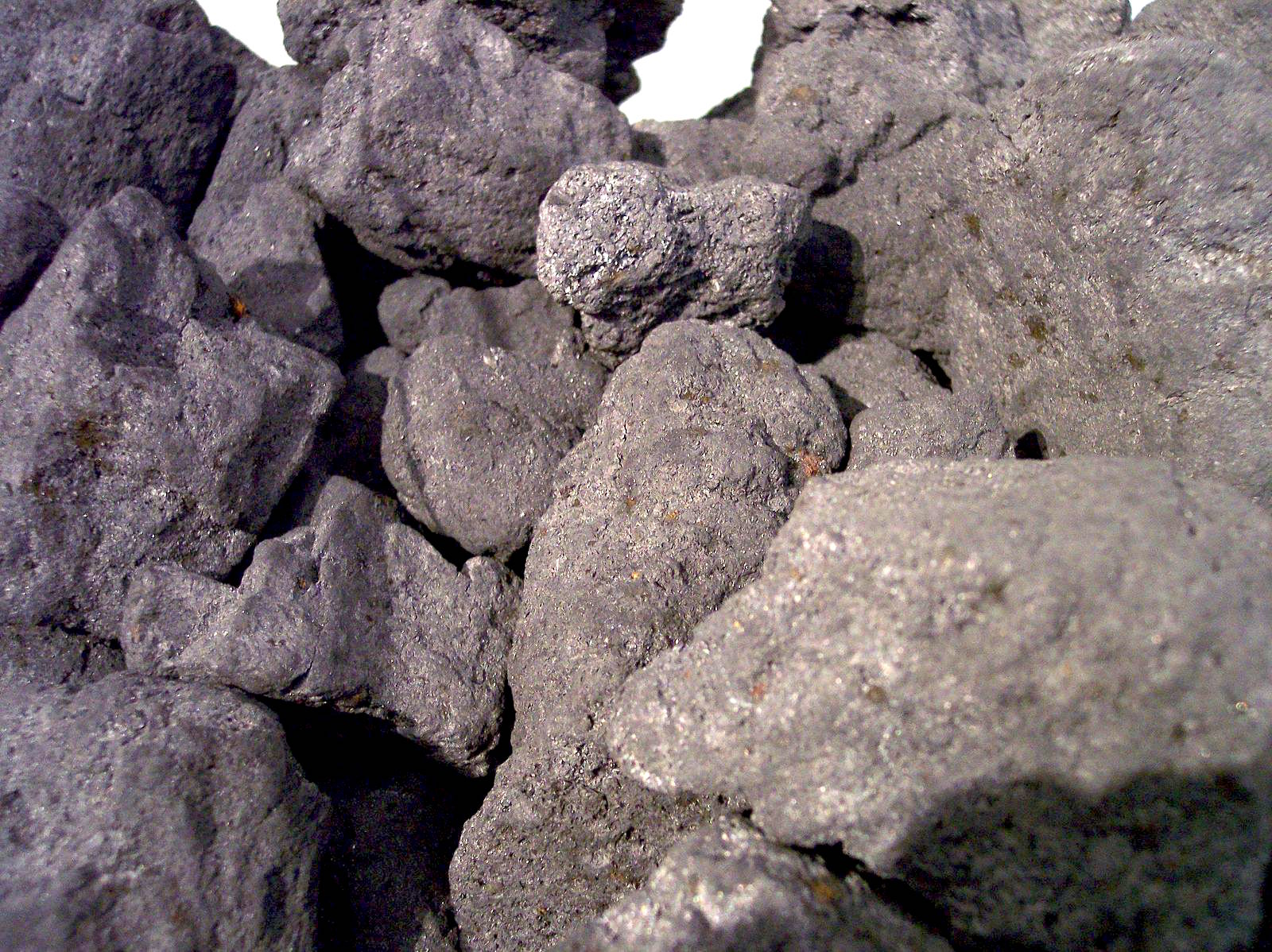
Кокс

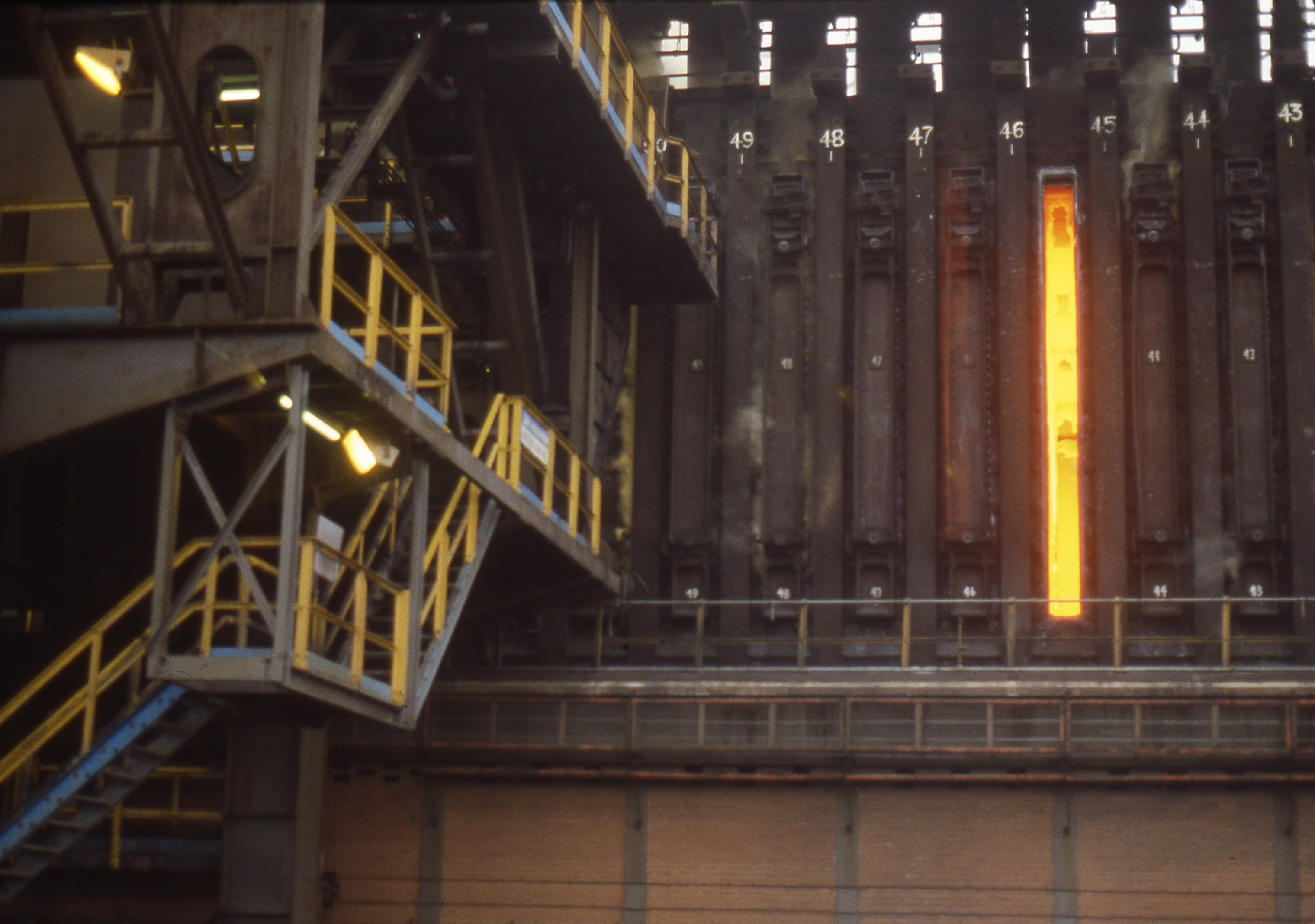
Коксова батарея

Кокс кам'яновугільний (англ. coal coke, нім. Steinkohlenkoks m) — різновид коксу, твердий шпаристий (шпаристість 49-53 %) грудкоподібний продукт коксування вугілля. Має сірий колір. Вміст вуглецю у вугіллі становить від 78-89 до 90-95 %, вміст вуглецю в кам'яновугільному коксі — 96-98 %. Зольність до 9-11 %. Вологість 0,5-4,0 %. Теплота згоряння 29-33 МДж/кг. Вихід кам'яновугільного коксу при коксуванні становить 75-78 %. Є бездимним паливом у металургії, при виплавці чавуну слугує також відновником залізної руди й розпушувачем шихти.
Доменний кам'яновугільний кокс повинен мати розмір грудок не менше 10 мм, ливарний кокс використовується для ливарного виробництва, вміст сірки у ньому не повинен перевищувати 1,2-1,3 %. Кокс для газогенераторних установок повинен мати тугоплавку золу (температура плавлення не нижче за 1250 °C).
В Україні перший якісний кам'яновугільний кокс вперше було вироблено 1799 р., набагато раніше, ніж в багатьох інших країнах Європи. Його виготовили на вугільній копальні в Лисичому Байраку для потреб Луганського чавуноливарного заводу. Обсяг першої партії коксу склав 19 тис. пудів. Роботи проводились під керівництвом шотландських інженерів К. Гаскойна та А. Сміта.

## Історія

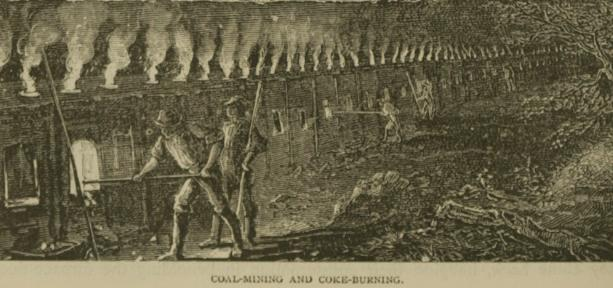
Випікання коксу в минулому.

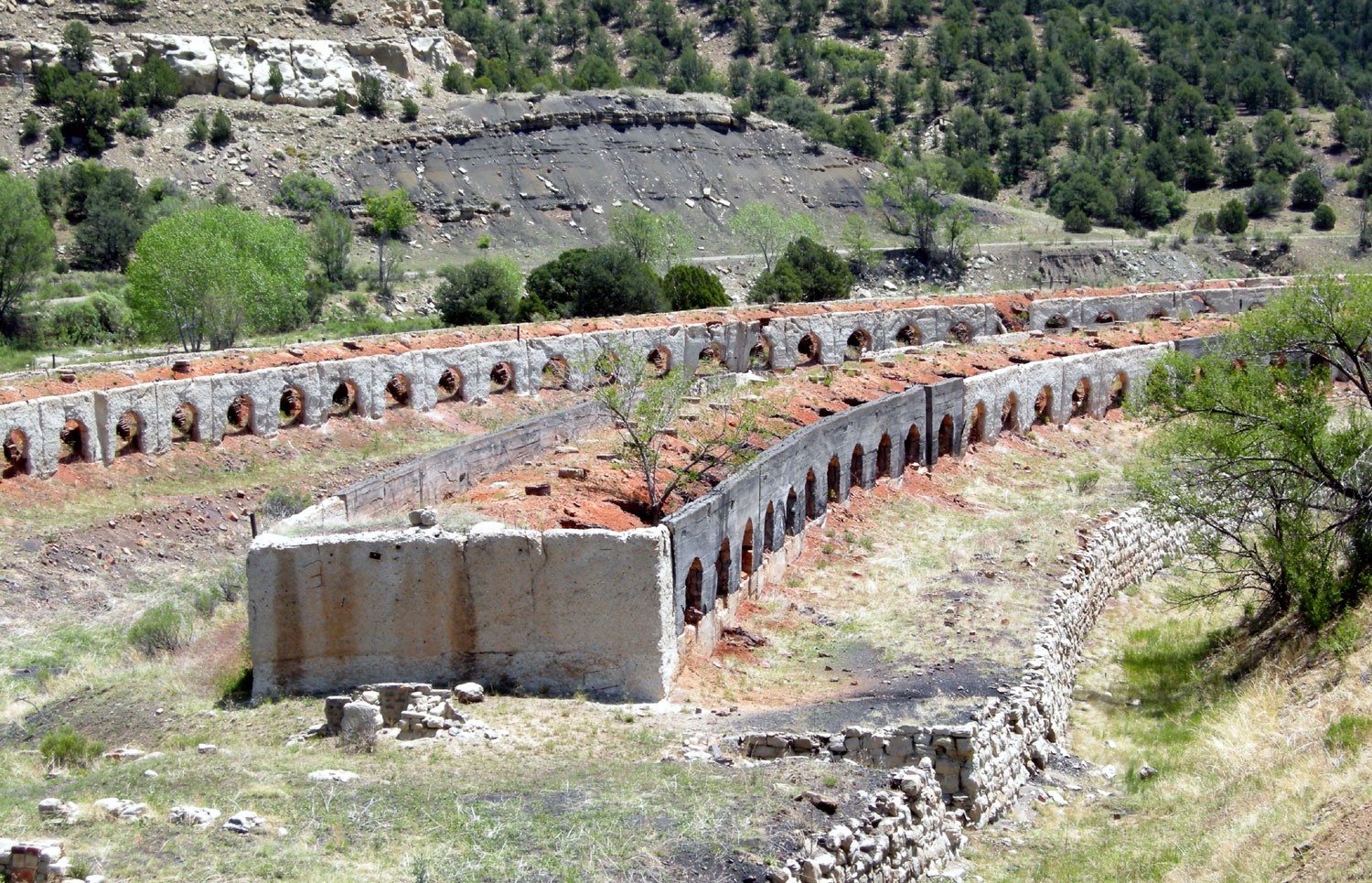
Коксові печі початку XX ст. Тринідад (Колорадо).

Є непевні твердження про те, що начебто першими виготовляти і використовувати кокс почали китайські металурги у долині річки Хуанхе ще у перших десятиріччах XI століття, вирішивши таким чином проблему нестачі деревини у своєму регіоні для виготовлення деревного вугілля.
У Європі кокс винайшли не раніше XVII або XVIII століть. Хто саме винайшов кокс і коли достеменно не відомо. Щодо цього існують різні теорії.
Англійська історіографія приписує першість у винаходжені коксу зокрема англійським броварам з Дербіширу. Бровари для сушки солоду використовували зокрема деревне вугілля. Згодом у їхньому середовищі виникла ідея використання кам'яного вугілля для цієї роботи. Але гази і дим, які витворювало вугілля, всмоктувалися солодом і таким чином псували смак пива, яке було виготовлено з нього. Разом з тим, броварі зауважили, що небажані гази можна усунути, якщо попередньо нагрівати вугілля у повітронепроникній печі. Так вони винайшли процес виробництва коксу. Броварі почали використовувати кокс 1642 року.
Разом з тим є дані про те, що ще 1621 року Е. і М. Шейнлебенам (Фрайберг, Німеччина) був виданий патент на випал коксу з торфу, а 1638 року процес коксування кам'яного вугілля описав І. І. Бехер (Німеччина). Одним із тих, хто першим використав кокс у доменній плавці у першій половині XVII століття, називається також Дод Додлей, однак його патенти втрачені і вочевидь у них йшлося про використання не коксу, а лише вугілля.
Хоча не має точних даних про те, хто і коли винайшов і вперше застосував кокс, дослідники стверджують, що у комерційних (промислових) масштабах першим впровадив коксування вугілля і доменну плавку з домішкою коксу у 1709 році Абрахам Дербі І. Першим доменне плавлення на коксі, без будь-якої домішки деревного вугілля чи кам'яного вугілля, здійснив 1735 року Абрахам Дербі II.
Отож, вдалі досліди з отримання і використання кам'яновугільного коксу були здійснені лише у XVIII столітті.